# Tullimonstrum
Туллімонструм (Tullimonstrum) — рід викопних водних хордових тварин. Представники вирізнялися незвичайною будовою голови з довгим хоботком із щелепами на кінці та розставленими очима на стеблинках.

## Морфологія
Подовжене тіло без кінцівок поділялося на кілька слабко виражених сегментів. Голова мала довгий хоботок, який закінчувався щелепами з дрібними гострими зубами. Хвіст закінчувався ромбоподібним хвостовим плавцем. Істота вирізнялася широко розставленими очима на стеблинках. Розмір представників коливався в межах 8—35 см.
На відбитках туллімонструма не знайдено скелетних утворень, але простежується хорда чи спинний мозок.

## Історія досліджень

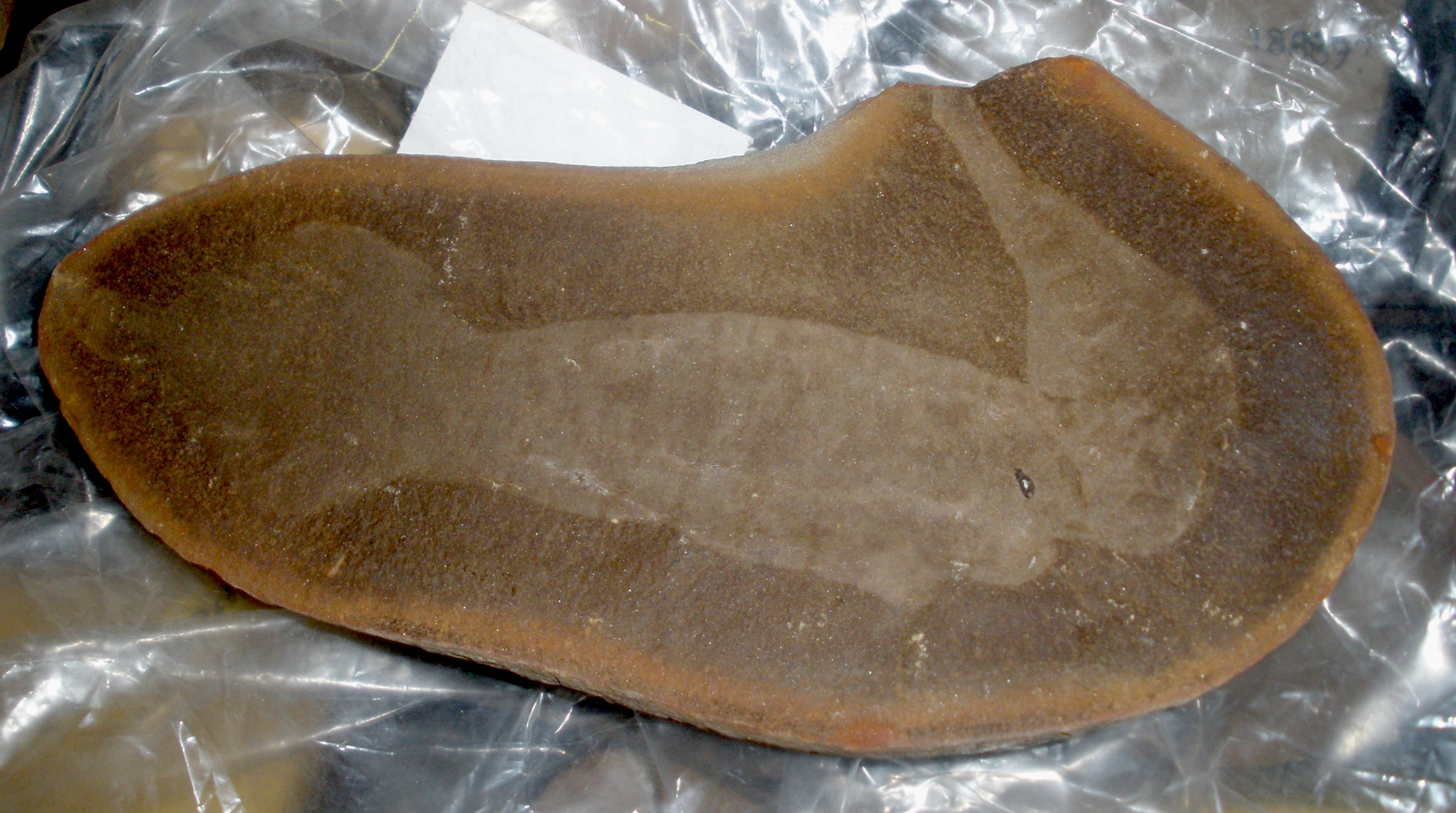
Відбиток туллімонструма в камені

Відбиток знайдений 1955 року палеонтологом-аматором Френсісом Туллі в Пенсильванії в середньокам'яновугільних (311,45—306,95 млн років тому) відкладеннях дельти річки, що існувала у той час на місці сучасної річки Мейсон-крік, штат Іллінойс. Знахідку було доставлено в Музей природної історії ім. Філда, нововідкрита істота отримала назву Tullimonstrum gregarium. Перша частина родового епітета — прізвище першовідкривача, друга частина — латинське monstrum — «диво», «чудо». Gregarium — «звичайний».
Істоту в різний час відносили до молюсків, членистоногих, конодонтів або хребетних. У 2016 році туллімонструм був віднесений до міногоподібних безщелепних. Раман-спектроскопічні дослідження, виконані у 2020 році Вікторією МакКой, дали підстави стверджувати, що туллімонструм належить до хребетних тварин, оскільки його тіло містило типові для хребетних білки й продукти їх розпаду.